# DEFLOC
A DEFLOC - Locação de Equipamentos de Defesa, S.A. foi uma empresa do estado português criada pelo XIV Governo Constitucional de Portugal para a compra dos helicópteros militares AgustaWestland EH101 em regime de locação operacional.
O objectivo da criação da DEFLOC e do seu uso como intermediário de compra dos helicópteros foi a implementação de um esquema financeiro destinado a "ultrapassar as restrições orçamentais".
O esquema tinha como função permitir que os governos aumentassem a despesa pública sem que este aumento fosse contabilizada no orçamento do estado daquele ano, e assim contribuísse para o aumento défice do estado português atribuído à sua governação.
Em contrapartida, o esquema implicou um aumento dos custos para o Estado  “de 120 milhões de euros, a preços correntes relativamente ao preço inicial” de 244 milhões de euros.
O recurso a este esquema esteve também na origem da constituição de outras empresas, como a empresa-irmã DEFAERLOC.

## Cronologia
- A 2001-09-18 foi constituída a DEFLOC.[3][1]  O único e específico propósito da empresa era o de "corporizar o veículo societário que assumiria a aquisição [de helicópteros militares EH-101] através de locação" para substituir a frota de helicópteros Aérospatiale SA-330 Puma.[1]

- Em 2005 os primeiros helicópteros começaram a ser entregues ao estado português.[2][4]  O último entrou ao serviço em 2006.[2][4]

- A 2007-03-08, Nuno Severiano Teixeira, ministro da defesa do XVII Governo Constitucional de Portugal, autorizou a DEFLOC a assinar um contrato para a manutenção dos helicópteros EH-101 à AgustaWestland.[4]

- Em Agosto de 2008 foi celebrado entre a DEFLOC e a AWII UM contrato de manutenção de longo prazo dos helicópteros EH-101, no valor de 15 M€/ano (até 2020).[5]

- Em Outubro de 2008 foi celebrado o contrato de manutenção dos motores com a Rolls-Royce Turbomeca.[5]

- A 2012-08-09 foi noticiado que uma auditoria do Tribunal de Contas revelou que durante o XIX Governo Constitucional de Portugal houve um conjunto de irregularidades nas contas da Defloc, resultantes de uma "situação de descoordenação e ineficácia", que se manifestaram no registo de facturação duplicada na ordem de 1,1 milhões de euros e na omissão de despesas relativas a 800 mil euros.[6]  O Tribunal de Contas sublinhou também "a gravidade das falhas de controlo" reveladas na gestão da DEFLOC, referindo também que a empresa "não deu cumprimento à recomendação do Conselho de Prevenção da Corrupção, encontrando-se ainda em elaboração o Plano de Prevenção de Riscos de Corrupção e Infracções Conexas."[6]

- A 2012-08-10 foi noticiado que o Tribunal de Contas sugeriu a extinção da DEFLOC, bem como da empresa-irmã DEFAERLOC depois de denunciar a "falha de controlo" e "descoordenação e ineficácia" na administração financeira das frotas.[7]  O Tribunal de Contas também referiu no relatório da auditoria que o esquema financeiro usado para comprar os helicópteros levou a um aumento dos custos para o Estado  “de 120 milhões de euros, a preços correntes relativamente ao preço inicial” de 244 milhões de euros.[2]

- A 2012-11-24 a DEFLOC e a DEFAERLOC passaram a integrar o perímetro das administrações públicas.  A contabilização das dívidas contraídas por essas empresas nas contas nacionais levou a que a dívida publica nacional passasse em 2012 a barreira dos 120% do PIB .[8][1]

- Em 2013, a proposta do orçamento do estado português para 2014, as empresas DEFLOC e DEFAERLOC foram reclassificadas e passaram para a esfera orçamental do ministério da defesa.[1]

- Em 2014 foi anunciado que a DEFLOC atribuiu por ajuste directo um contrato de prestação de serviços de manutenção das aeronaves à AgustaWestland, no valor de 56,2 milhões de euros.[2]  O ajuste directo foi justificado pelo facto de "a manutenção exigir a certificação aeronáutica que só pode ser garantida pela empresa construtora".[2]

## Relatórios do Tribunal de Contas
- Relatório de Auditoria nº 22/2012 - Acompanhamento permanente da lei de programação militar[5]
- Relatório n.o 27/2012 – 2.ªS Processo n.º 06/2012 – Audit AUDITORIA À EMPORDEF/DEFLOC: HELICÓPTEROS EH-101[9]